# Комсомольский проспект (Челябинск)
Комсомольский проспект — проспект в Челябинске, важная транспортная артерия Курчатовского района. 

## Расположение
Комсомольский проспект расположен только в  Курчатовском районе. Он идёт с востока на запад, начиная от ул. Каслинской и заканчивая на ул. Чичерина.

## Инфраструктура
На пересечении с ул. Чайковского расположен ТК «Урал» и завод «Прибор». В центральной части проспекта расположена администрация Курчатовского района (Комсомольский пр., 41). В конце проспекта расположен стадион «Лыжная база».

### Транспорт
По этой дороге жители самого густонаселенного жилмассива едут на работу и возвращаются домой — здесь всегда плотный поток машин. По улице курсирует общественный транспорт: 
- автобусы (маршруты № 9, 18, 23, 31, 34, 45, 80),
- маршрутные такси (маршруты № 12, 24, 39, 40, 49, 53, 56, 62, 75, 91, 218),
- троллейбусы (маршруты № 7, 12, 14, 17).

На пересечении с Молдавской улицей расположен троллейбусный диспетчерский пункт.